# چاغان‌خایرخان (اوفس)
شهرستان چاغان‌خایرخان (به زبان مغولی: Цагаанхайрхан сум، [Cagaanxajrxan sum]؛ ᠴᠠᠭᠠᠨ ᠬᠠᠶᠢᠷᠬᠠᠨ ᠰᠤᠮᠤ، [čaɣan qayirqan sumu]) یک شهرستان (سُوم) در مغولستان است که در استان اوفس واقع شده‌است.

## تقسیمات اداری
شهرستان چاغان‌خایرخان متشکل از ۴ قصبه (باغ) می‌باشد، شامل:
- آربلاغ (مغولی: Арбулаг баг، [Arbulag bag]؛ ᠠᠷᠤ ᠪᠤᠯᠠᠭ ᠪᠠᠭ، [aru bulaɣ  baɣ])
- خولج (مغولی: Хулж баг، [Xulž bag]؛ ᠬᠤᠯᠵᠢ ᠪᠠᠭ، [qulji baɣ])
- خونت (مغولی: Хунт баг، [Xunt bag]؛ ᠬᠤᠨᠲᠤ ᠪᠠᠭ، [quntu baɣ])
- دالان‌خورو (مغولی: Даланхуруу баг، [Dalanxuruu bag]؛ ᠳᠠᠯᠠᠩ ᠬᠤᠷᠤᠭᠤ ᠪᠠᠭ، [dalaŋ quruɣu baɣ])